# Cepheus brachiatus
Cepheus brachiatus är en kvalsterart som beskrevs av Sitnikova 1975. Cepheus brachiatus ingår i släktet Cepheus och familjen Cepheidae. Inga underarter finns listade i Catalogue of Life.